# Classe TR-1700
I sottomarini a propulsione elettrica TR-1700  costituiscono una classe di due battelli costruiti dagli stabilimenti Nordseewerke di Emden per la Armada Argentina detti anche classe Santa Cruz, in servizio presso il Comando de la Fuerza de Submarinos (COFS) nella base di Mar del Plata. Sono i più grandi sottomarini costruiti in Germania dalla seconda guerra mondiale e tra i più veloci sottomarini diesel-elettrici.

## Caratteristiche
I sottomarini Tipo TR-1700 hanno un dislocamento di 2.116 tonnellate in superficie e 2.264 tonnellate in immersione. L'equipaggio ha 29 effettivi, di cui 8 ufficiali.

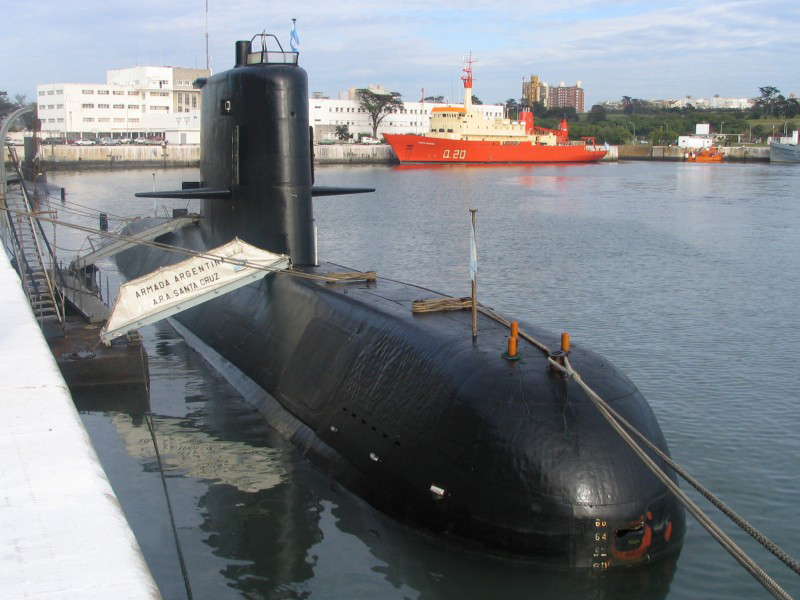
Il sottomarino ARA San Juan

La propulsione è elettrica con otto batterie piombo-acido, da 120 elementi ciascuna, per un totale di 960 elementi, che forniscono la loro energia a un motore elettrico Siemens da 6400 Kw che trasmette il movimento all'asse e all'elica. Per la carica delle batterie vi sono quattro diesel MTU da sedici cilindri dalla potenza di 1200 kW, che muovono a loro volta quattro alternatori da 4000 ampere. La velocità è di 25 nodi in immersione e di 15 in superficie o a snorkel ed un'autonomia di 14000 miglia a 8 nodi. La profondità operativa massima è di 270 metri e i battelli della classe sono equipaggiati per ospitare a bordo un veicolo DSRV.
L'armamento è costituito da sei tubi lanciasiluri da 533mm per 24 siluri SST-4 o Mk 37 e predisposizione per il rilascio di mine. Il tempo di ricarica automatica di un siluro è di 50 secondi.
L'elettronica è costituita dal radar di navigazione Thompson, da un telemetro acustico passivo DUUX 5, da un analizzatore di spettro acustico, periscopio Kollmorgen, sonar di ricerca e attacco Atlas CSI3-4 e sonar PSU-12 passivo. I sistemi elettronici di bordo consentono di ingaggiare cinque bersagli e la guida simultanea di tre siluri.

## Storia
L'Argentina pianificò all'inizio degli anni settanta un ambizioso programma di ammodernamento della flotta, che prevedeva otto nuovi sottomarini. Nel 1974 era stata avviata in Argentina la costruzione di due sottomarini tipo U-209 su licenza dei cantieri tedeschi Howaldtswerke e il 14 febbraio 1978 vennero presi contatti con i cantieri tedeschi Thyssen Nordseewerke per la costruzione di sei sottomarini TR-1700, quattro dei quali da costruire in Argentina. Per la costruzione di questi battelli venne appositamente costruito in Argentina il cantiere navale Domecq García, ma le vicende politiche ed economiche dell'Argentina, impedirono la realizzazione dei quattro battelli, due dei quali in avanzato stato di allestimento ed il cantiere alla fine fu chiuso e venne disposta la sua trasformazione in centro commerciale. Nel 2004 è stato inaugurato nuovamente e nello stabilimento è stato avviato un ciclo completo di lavori di revisione del sottomarino ARA Salta (S-31), uno dei due battelli Tipo U-209. Il 17 agosto 2007 negli stabilimenti è stato avviato l'ammodernamento del sottomarino Classe TR-1700 ARA San Juan (S-42), per un ciclo completo di lavori che prevede il cambio di 960 elementi della batteria, la revisione completa dello scafo e la rettifica o la sostituzione dei motori diesel. Lavori simili erano stati effettuati sull'ARA Santa Cruz, presso l'Arsenal de Marinha di Rio de Janeiro in Brasile, tra settembre 1999 e il 2001, al termine dei quali il battello rientrò in servizio il 10 luglio 2002.
Nel settembre del 2010 è stato rivelato che il ministero della difesa ha intenzione di riprendere lo sviluppo della classe TR-1700 alla conclusione dell'aggiornamento del San Juan, ultimato nel 2011. Lo sviluppo, in collaborazione con la compagnia INVAP e l'agenzia CNEA, aveva in previsione di dotare i sottomarini con il reattore nucleare di fabbricazione argentina CAREM.
Il 15 novembre 2017 si sono perse le tracce del sottomarino ARA San Juan, con a bordo 44 militari, nei pressi della Patagonia. Subito dopo la scomparsa è stato avvertito "un rumore simile ad un'esplosione". Le ricerche si sono subito avviate dopo la scomparsa, ricerche che si sono intensificate il 22 novembre, giorno in cui sarebbe dovuta terminare la scorta di ossigeno. Il sommergibile è stato poi ritrovato il 17 novembre 2018 a circa 800 metri di profondità nei pressi del luogo della sparizione.

## Unità
Armada de la República Argentina - Comando de la Fuerza de Submarinos (COFS)
| Matricola | Nome                    | Cantiere             | Varo              | Consegna         | Situazione attuale                                                        |
| --------- | ----------------------- | -------------------- | ----------------- | ---------------- | ------------------------------------------------------------------------- |
| S-41      | ARA Santa Cruz          | Nordseewerke - Emden | 28 settembre 1982 | 12 ottobre 1984  | attivo                                                                    |
| S-42      | ARA San Juan            | Nordseewerke - Emden | 20 giugno 1983    | 18 novembre 1985 | scomparso                                                                 |
| S-43      | ARA Santa Fe            | Domecq Garcia        |                   |                  | costruzione completata oltre il 50%; cannibalizzato per parti di ricambio |
| S-44      | ARA Santiago del Estero | Domecq Garcia        |                   |                  | costruzione completata circa al 30%; cannibalizzato per parti di ricambio |
| S-45      |                         | Domecq Garcia        |                   |                  | costruzione annullata                                                     |
| S-46      |                         | Domecq Garcia        |                   |                  | costruzione annullata                                                     |